# Jean-Philippe Carp
Jean-Philippe Carp, né le 22 juillet 1943 à Versailles et mort le 22 août 2020 à Pontoise, est un directeur artistique et un chef décorateur français.

## Filmographie (sélection)
- 1991 : Delicatessen de Marc Caro et Jean-Pierre Jeunet
- 1995 : Destiny Turns on the Radio de Jack Baran
- 1996 : Barb Wire de David Hogan
- 1997 : Wanted, recherché mort ou vif (Most Wanted) de David Hogan

## Distinctions
Récompenses
- César 1992 : César des meilleurs décors pour Delicatessen